# Argonauta boettgeri
Argonauta boettgeri е вид главоного от семейство Argonautidae. Видът не е застрашен от изчезване.

## Разпространение
Разпространен е в Австралия, Американска Самоа, Бангладеш, Бруней, Вануату, Виетнам, Гуам, Йемен, Източен Тимор, Индия, Индонезия, Иран, Камбоджа, Кения, Кирибати, Китай, Мадагаскар, Макао, Малайзия, Малдиви, Маршалови острови, Мианмар, Микронезия, Мозамбик, Науру, Ниуе, Нова Зеландия, Нова Каледония, Оман, Остров Норфолк, Пакистан, Палау, Папуа Нова Гвинея, Провинции в КНР, Самоа, САЩ (Хавайски острови), Северни Мариански острови, Сингапур, Соломонови острови, Сомалия, Тайван, Тайланд, Танзания, Токелау, Тонга, Тувалу, Уолис и Футуна, Фиджи, Филипини, Хонконг, Шри Ланка, Южна Африка и Япония.